# Walther-Schreiber-Platz
De Walther-Schreiber-Platz is een plein in Berlijn. De Walther-Schreiber-Platz ligt op de grens van de stadsdelen Friedenau en Steglitz. De grens tussen beide stadsdelen loopt in het verlengde van de Bornstraße. Het plein is een verkeersknooppunt, waarop de volgende straten uitkomen:
- Bundesallee
- Rheinstraße
- Schloßstraße
- Schöneberger Straße
- Bornstraße

Het plein is genoemd naar de CDU-politicus Walther Schreiber, die van 1953 tot 1955 burgemeester van Berlijn was. Onder het plein bevindt zich het gelijknamige metrostation (lijn U9).